# 시민쾌걸
《시민쾌걸》은 김진태의 연재 만화이다. 1999년 3월 11일부터 2004년 10월 9일까지 5년 7개월 동안 스포츠 투데이에 연재되었으며, 학산문화사에서 총 32권의 단행본으로 출간되었다. 제목 및 기본 설정은 존스턴 매컬리의 소설 《쾌걸 조로》에서 따온 것이다. 스핀오프 작품으로 《시민의 왕국》이 있다. 2002년 네티즌이 뽑는 제1회 독자만화대상에서 시사·풍자 부문을 수상했다.

## 내용
명예퇴직을 하여 비디오가게를 운영하고 있는 중년 아저씨 정의봉이 쾌걸조로가 되어 사회 부조리를 처단한다는 코미디 만화이다. 옴니버스식으로 구성되어 있으며 연재 당시의 문화 트렌드나 실제 사건들을 비유한 패러디가 많이 나온다. 작가의 출세작 《대한민국 황대장》의 흐름을 잇는 슈퍼히어로 사회풍자물이지만 연재가 길어지면서 교육문제, 연예계 문제, 조폭물, 음모론 등 다양한 장르를 망라하는 종합 개그만화로 진화했다. 같은 시기에 연재되던 《왕십리 종합병원》의 등장인물들이 우정출연하기도 했다.

## 등장인물

### 쾌걸조로와 그 관계자들
- 조로 - 본명은 정의봉. "시민 비디오" 사장. 본래 대한민국에서 알아주는 대기업의 부장이였으나 명예퇴직 형식으로 해고당한 뒤 사기당해서 비디오가게를 차리게 된다. 그 때 그 비디오가게에 있던 비디오 테잎 중 조로에 대한 지령을 본 탓에 얼떨결에 조로가 된다. 주무기는 채찍이며 필살기로 마른하늘에 날벼락을 치게 하여 상대방을 감전시키는 "민족의 특단"과 주변에 모여 있는 시민들과 함께 악당을 두들겨패는 "시민의 엄단"이 있다. 다만 전자는 한국전력에서 고액의 전기요금이 청구되며, 후자는 시민의 협력을 얻지 못할 경우 아무런 소용이 없다는 약점이 있다.
  - 정의봉 부인 - 정의봉에게 잔소리도 하고 정의봉을 돕기도 하는 평범한 부인. 남편이 조로라는 사실은 모른다.
  - 정채미 - 정의봉의 딸. 발랄하고 재치있는 평범한 여고생. 주로 학생들의 일상을 그린 에피소드에 출연한다. 아버지가 조로라는 사실은 모른다.
- 뺀 - 본명은 배 은. 시민 비디오의 남자 아르바이트생. 여자를 밝히고 뺀질거리며 일을 게을리 해서 "뺀"이라는 별명으로 불린다. 원래 중국집 배달부였으나 항상 사고를 치는 바람에 중국집에서 정의봉에게 반 강제로 떠넘겼다. 쾌걸조로 국제연맹이 유포한 비디오를 정의봉과 함께 시청하지만, 조로의 존재를 믿지 않아서 조로가 되는 행운을 놓쳤다. 초기에는 스스로 조로 의상을 차려입고 조로의 파트너를 자처하지만 별로 신통한 활약은 보여주지 못하고, 개성적인 조연들이 계속해서 쏟아져나오는 바람에 뒤로 갈수록 존재감이 희미해진다.
- 이상필 - 동네 백수. 뺀의 친구이며 채미와도 가끔 어울린다. 희귀영상물 동호회 회원으로서, 심령사진이나 UFO 등 신비한 것들만 찾아다니는 특이한 취미가 있다. "내일의 조"와는 도플갱어처럼 비슷하게 생겼는데, 실제로 둘이 도플갱어로 등장하는 에피소드가 있다. 정의봉이 조로 복장을 하고 다니는 것을 목격하지만 히어로가 아니라 그냥 복장도착 취미가 있는 정도로 이해하고 있다. 《왕십리 종합병원》에 환자 역으로 우정출연했다.
  - 도전자 조 - '내일의 조'라는 별명을 지닌 삼류 권투선수. 한 번도 시합에서 제대로 이겨본 적이 없다. 하지만 권투선수로서의 꿈을 포기하지 않는다. 만화 《도전자 허리케인》의 주인공 야부키 죠를 패러디한 캐릭터. 외모는 이상필과 꼭 닮았으나 성격은 정반대.
- 쾌걸조로 국제연맹 - 전 세계의 조로들을 지휘하는 연합회. 세계 극악무도인 협회와 쌍벽을 이루며, 본부는 스페인 톨레도에 있다. 본부를 제외한 큰 지부는 미국의 시카고와 아르헨티나의 바이아블랑카에 있다. 조로의 인원 비율은 1억명당 2명이기 때문에 대한민국에 배정된 조로의 T/O는 딱 1명이다. 수상쩍은 비디오 테잎과 연맹 홈페이지를 통해 회원을 모집한다는 다단계스러운 시스템을 갖고 있지만 배정된 T/O만큼만 회원을 모집하므로 큰 문제는 없다. 대신 일단 모집된 회원은 거액의 조로 세트를 구입해야만 정의구현 활동을 개시할 수 있다.
  - 조로걸 화니 - 본명은 환. 정의봉이 운영하는 비디오 가게의 여자 아르바이트생이지만 그 정체는 조로의 도우미. 조로연맹 회의에 참석한 정의봉을 우연히 만난 후, 그를 도와 함께 일하고 있다.
  - 험프리 - 세계 조로협회 회장이 정의봉에게 선물(내지는 상품)로 보내준 백마. 충성심이 강하고 머리도 좋지만 정의봉의 형편(경제적인 형편 + 아파트라는 주거형편 + 험프리의 독특함) 때문에 집에서 키우기는 어려워서 이리저리 떠도는 처지가 된다.
  - 변신 도우미 - 정의봉이 "쾌걸 조로!"라고 외치면 어디선가 반드시 달려와서 옷을 갈아입혀주는 수수께끼의 2인조. 검은 타이즈와 가면으로 전신을 감싸고 있어 실제 얼굴은 알 수 없다. 신속한 변신을 위해 정의봉이 원래 입고 있던 옷을 마구 찢어버리기 때문에 정의봉은 이들을 별로 달가와하지 않는다.

### 조로의 적수들
- 배드맨 - 본명은 이응달. 국제극악무도협회 한국지부에서 선발된 배드맨. 조로의 라이벌 캐릭터로 다양한 악행을 궁리해내어 조로를 괴롭힌다. 필살기는 대머리에 햇빛을 반사하여 적의 눈을 멀게 하는 '브릴리언트 브라이트'. 원래 극악무도협회에서는 베네수엘라 배드맨인 미모의 여자요원에게 보내져야 할 붉은 레오타드와 녹색 팬티스타킹이 실수로 이응달에게 발송되는 바람에 이것이 대한민국 배드맨의 공식 복장이 되어버렸다. 이에 국제극악무도협회 회장은 '악에 있어서 사과는 최대의 치욕이므로 그냥 잘했다고 버텨야 한다.'는 신념하에 행정오류로 그렇게 되었음을 인정하면서도 이응달에게 그냥 그 옷을 입고 다니라고 명령한다.
  - 이응달 부인 - 여고시절 7공주파 멤버로서 주먹으로 명성을 날린 여자. 이응달의 아내가 된 이후에도 변함이 없어 남편을 꼼짝 못하게 만든다. 이응달은 아내를 누르기 위해 극악무도협회 회장까지 개입시키지만 결국 회장마저도 굴복당한다.
  - 배드보이 - 배드맨의 조수.
- 황가두 - 조직폭력배 '인상파'의 중간보스 겸 행동대장. 주먹싸움의 달인. 《굿모닝 보스》에서 처음 등장한 인기 캐릭터.
- 독수리 외아들 - 본명은 피동신으로 독수리 오형제에 감동받아 슈퍼히어로의 길을 택한 대학생. 머리는 좋지만 너무 정의에 집착한 나머지 엉뚱한 짓을 저지르는 벽창호 캐릭터다. 한때 채미와 사귈 뻔 했으나 독수리 외아들 복장으로 조로와 치고 박는 것을 목격한 채미가 실망해서 스스로 헤어진다.
- 갯바위 - 작품 후반부에 등장하는 기업. 일반 기업의 형태를 하고 있으나, 실제로는 국제 범죄조직이다. 소속된 주요 인물로는 송정흠 박사가 있다.

### 막국수(막무가내 국가기밀 수사대)
나는 새도 떨어뜨린다고 알려진 비밀 정보기관. 아무 일이나 닥치는 대로 하던 도중 조로가 복면을 쓰고 다닌다는 이유만으로 수상하다고 판단하여 조로의 뒤를 쫓는다. 국정원의 패러디이지만 하는 일은 엑스파일 전담부에 더 가깝다. 같은 작가의 작품인 《영웅열공전》에서는 MGS라는 약자로 재등장한다.
- 박문수 부국장 - 막국수에서 초과학적 사건수사를 전담하는 수사2국을 맡고 있다. 또한 애견인으로서, 강아지 반디의 주인이기도 하다. 같은 작가의 작품인 〈암행어사 출도야!〉에서 데뷔한 캐릭터로, 《보글보글》에서는 비밀리에 정의를 지키는 특수기관 SWAN의 지휘자로 출연했다.
  - 반디 - 박문수 부국장의 애견. 행방불명되었을 당시 깍귀에 의해 잠시 양육된 적이 있었는데 그 때 깍귀의 이상한 버릇을 배워왔다.
- 남박사 - 막국수의 과학자. 세상 물정을 모르나 새로운 물건을 발명하는 데 엄청난 재능을 가지고 있다. 일례로 나무젓가락 한 쪽이 없어지자 새 젓가락을 사용하는 대신에, 물건 복제기를 만드는 에피소드도 있다.
- 차지철 요원 - 조로를 잡기 위해 애쓰는 막국수의 1급 정보요원. 정의봉의 옆집에 살고 있다.
  - 차지철의 아내 - 고달픈 주부들의 일상을 다룬 에피소드에 주로 출연한다. 단행본에서는 끝까지 본명이 안 나온다.
- 막국수 국장 (담배피우는 남자) - 엑스파일의 담배피우는 사나이를 패러디한 캐릭터. 항상 물고 있는 담배에서 피어나는 담배연기로 인해 얼굴이 공개된 적이 없다. 심지어 입원해서 담배를 못 피우는 상황에서도 가습기가 내뿜는 수증기가 그의 얼굴을 가릴 정도.
- 나라 요원 - 막국수의 여성 요원으로서, 툼레이더의 라라 크로프트를 코스프레한 복장을 즐겨입는다.

### 마이더스
- 마이더스 - 일명 우주적 거부 조만장자. 미국의 재벌인 빌 게이츠와 친구사이. 마이더스의 저택은 매우 넓어서, 정원에 스키장과 사막, 4개 국가의 영토가 있을 정도이며, 좀도둑들이 길을 잃고 횡사하기도 한다. 원래 나이는 정의봉과 비슷한 연배이지만 성형수술로 20대의 외모를 유지하고 있다. 마이더스의 사설 군대 골드아미의 총사령관으로 별이 7개(칠성장군)인 왕원수 계급을 갖고 있다. 스핀오프 《시민의 왕국》에도 출연한다.
  - 펭돌이 - 마이더스의 애완 펭귄으로 이글루 재단에서 만든 동물언어 번역기를 사용한다. 한 때 길을 잃고 헤매다가 궁상맨한테 길러진 적이 있다. 골드아미 대령 겸임. 같은 작가의 동물만화 《엔터 더 팻》 29, 104, 108화에도 등장한다.
  - 마이더스의 모친 - 실제 연령은 80대이지만 역시 성형수술과 미용으로 20대의 외모를 유지하고 있다.
- 집사 - 원래 직업은 유럽의 귀족 백작으로서 집사로 일하며 마이더스로부터 수십조 단위의 급여와 위로금을 받는다. 골드아미 오성장군 원수 겸임.
- 요리사 - 원래는 태평양 부족사회인 뭐라카니 섬의 추장(또는 왕)이다.
- 기사 - 사실은 AT&TT 사의 사장
- 골드아미 - "병역문제" 에피소드에서 밝혀진 사실로, 마이더스 가문에는 종신 군복무하는 전통이 있다. 마이더스는 15세때 사관학교를 시작으로 35년 동안 군문에 몸담고 있다. 한국의 육, 해, 공군 외에 제 4병종으로 골드 아미가 비밀리에 존재하며, 스텔스기 2만5천대, 항공모함 200척, 탱크 62만대 등의 장비를 보유하고 있다.
- 이글루재단 박박사 - 초국가 극비프로젝트를 수행하는 이글루재단을 이끌고 있으나, 복돼지나 동물언어 번역기 같은 엉뚱한 발명은 막국수의 남박사를 능가할 정도다. 발명한 신기술은 주로 마이더스 앞에서 먼저 소개한다. 스스로 중요인물임을 나타내기 위해 항상 "두둥"이라는 효과음을 등에 달고 다닌다. 그 때문에 마이더스는 "자네 이름이 두둥인가?"라고 묻기도 했다.

### 기타 주변인물
- 깍귀 - 여자를 심하게 밝히는 동네 영감. 《굿모닝 보스》에서 처음 등장한 캐릭터로 원래 그 작품에서는 엄청난 내공을 숨긴 무공 고수였으나 여기서는 그 설정이 생략되어 변태라는 측면만 강조된다. 《체리체리 고고》에도 바바리맨 비슷한 역할로 깜짝출연.
- 오세완 - 피동신의 친구로 군에서 제대한지 얼마 안 되는 복학생. 명주를 짝사랑하지만 번번이 말도 안 되는 사고를 치는 바람에 거절당한다. 대학에서 일반적으로 볼 수 있는 복학생들을 희화화한 캐릭터.
  - 명주 - 복학생 오세완이 짝사랑하고 있는 여대생. 그러나 번번이 오세완의 구애를 거절한다. 화니의 친구이기도 하다.
- 신예록커 고민혁 - 록커를 자처하는 무명가수. 어떻게든 가수로서 성공하려고 하지만 결국 어떤 음반기획사에서도 제대로 된 음반을 제작해주지 않아 그냥 가수지망생으로 남는다. 참고로 노래는 맨 정신으로는 도저히 들을 수 없다. 한 번은 음반기획사에서 음반제작을 지원해줬지만 그것은 가수로서의 음반이 아닌 각종 효과음의 음반이었다.
- 한성질 - 사소한 일에도 성질을 내는, 말 그대로 "한 성질" 하는 인물. 화니를 짝사랑하나, 성질때문에 번번이 실패한다. "우라질레이션!", "환장할노믹스!", "뭐 이런 지랄리스틱한 것들이 다 있어!" 등등 숱한 명대사를 남겼다. 뺀이나 이상필의 천적에 해당한다.
  - 한성미 - 한성질의 여동생. 항상 오빠인 한성질의 화를 돋구는 인물.
- 궁상맨 - 본명은 김무전으로 자린고비의 31대 손이다. 금테주를 마시고 혼절한 상태에서 꿈속에 나타난 자린고비의 가르침을 받고 궁상맨으로 거듭나게 된다. 엄청난 절약정신 때문에 집이 무너지기 일보직전 상태임에도 불구하고 아무런 대책을 세우지 않을 정도로 구두쇠이다.
  - 젠틀맨 - 궁상맨과 같은 직장에 다니는 용모 단정한 남자들. 헤어스타일만 다르고 얼굴은 똑같다. 겉보기엔 멀쩡한 엘리트들이지만 실제로는 개폼과 청결함에 목을 맨 쪼잔한 인물들이다.
- 청바지회 (청소년을 바르게 지도하는 사람들의 모임) - 시민 비디오가 소재한 동네 상가의 입주자들로, 당시의 주요 정치인을 패러디한 인물들. 쿠 클럭스 클랜 비슷한 복장을 하고 나타나 청소년을 계도한답시고 삽질을 한다. 멤버로는 형님생선 전사장(전두환 패러디), 삼삼등산화 김사장(김영삼 패러디), 대서소 이사장(이회창 패러디), 도장가게 김사장(김종필 패러디) 등으로 이루어져 있으며 정의봉도 청바지에 가입시키려고 호시탐탐 기회를 노린다.
- 정조대 (정의실천 조로지원특공대) - 노인청년단 어르신이 조로를 돕기위해 만든 조직으로 뺀, 이상필, 한성질의 3인으로 구성되었다. 최면상태에서 지옥훈련을 받아 정예요원으로 거듭났으나, 최면이 풀린 후 훈련받은 내용이 전부 리셋되어 결국 정조대 결성계획은 무산된다.
- 이벤트신 - 뭔가 특이한 이벤트가 생길 만하면 먼 산 너머에서 얼굴을 내미는 거대한 산신령. 이벤트신이 나타나면 이야기가 더욱 더 수습 불가능한 쪽으로 빠질 확률이 높다.
- 비디오가게 전 주인 - 먹고 살 길이 막막해진 정의봉에게 망해가는 비디오 대여점을 떠넘기고 야반도주해버린 인물. 《신한국 황대장》, 《보글보글》에서 악역으로 활약한 보글 박사가 우정출연했다.

## 서적 정보
학산문화사에서 32권까지 간행되었으나 마지막 연재분을 수록한 최종권은 발매되지 않았다. 김진태 작품 중에서는 가장 길게 연재된 작품이다. 종이책은 절판되었으나 다음 만화속세상, 미스터블루 등의 사이트에서 e북 형태로 유료 서비스 중이다.
- 《시민쾌걸》 제1권 - 1999년 8월 14일, 학산문화사, ISBN 8984433063
- 《시민쾌걸》 제2권 - 1999년 8월 14일, 학산문화사, ISBN 8984433071
- 《시민쾌걸》 제3권 - 1999년 12월 4일, 학산문화사, ISBN 8984435724
- 《시민쾌걸》 제4권 - 1999년 12월 4일, 학산문화사, ISBN 8984435732
- 《시민쾌걸》 제5권 - 2000년 3월 11일, 학산문화사, ISBN 8984438642
- 《시민쾌걸》 제6권 - 2000년 3월 11일, 학산문화사, ISBN 8984438650
- 《시민쾌걸》 제7권 - 2000년 7월 24일, 학산문화사, ISBN 9788952901903
- 《시민쾌걸》 제8권 - 2000년 7월 24일, 학산문화사, ISBN 9788952901972
- 《시민쾌걸》 제9권 - 2000년 12월 20일, 학산문화사, ISBN 9788952906359
- 《시민쾌걸》 제10권 - 2000년 12월 20일, 학산문화사, ISBN 9788952906366
- 《시민쾌걸》 제11권 - 2001년 3월 19일, 학산문화사, ISBN 9788952909985
- 《시민쾌걸》 제12권 - 2001년 3월 19일, 학산문화사, ISBN 9788952909992
- 《시민쾌걸》 제13권 - 2001년 8월 20일, 학산문화사, ISBN 9788952915771
- 《시민쾌걸》 제14권 - 2001년 8월 20일, 학산문화사, ISBN 9788952915788
- 《시민쾌걸》 제15권 - 2002년 1월 22일, 학산문화사, ISBN 9788952921628
- 《시민쾌걸》 제16권 - 2002년 1월 22일, 학산문화사, ISBN 9788952921635
- 《시민쾌걸》 제17권 - 2002년 4월 26일, 학산문화사, ISBN 9788952925374
- 《시민쾌걸》 제18권 - 2002년 4월 26일, 학산문화사, ISBN 9788952925374
- 《시민쾌걸》 제19권 - 2002년 10월 14일, 학산문화사, ISBN 9788952933812
- 《시민쾌걸》 제20권 - 2002년 10월 14일, 학산문화사, ISBN 9788952933829
- 《시민쾌걸》 제21권 - 2002년 11월 30일, 학산문화사, ISBN 9788952934468
- 《시민쾌걸》 제22권 - 2002년 11월 30일, 학산문화사, ISBN 9788952934475
- 《시민쾌걸》 제23권 - 2003년 3월 20일, 학산문화사, ISBN 9788952938343
- 《시민쾌걸》 제24권 - 2003년 3월 20일, 학산문화사, ISBN 9788952938350
- 《시민쾌걸》 제25권 - 2003년 7월 21일, 학산문화사, ISBN 9788952943828
- 《시민쾌걸》 제26권 - 2003년 7월 21일, 학산문화사, ISBN 9788952943835
- 《시민쾌걸》 제27권 - 2003년 10월 22일, 학산문화사, ISBN 9788952946966
- 《시민쾌걸》 제28권 - 2003년 10월 22일, 학산문화사, ISBN 9788952946973
- 《시민쾌걸》 제29권 - 2004년 1월 28일, 학산문화사, ISBN 9788952950741
- 《시민쾌걸》 제30권 - 2004년 1월 28일, 학산문화사, ISBN 9788952950758
- 《시민쾌걸》 제31권 - 2004년 4월 8일, 학산문화사, ISBN 9788952954206
- 《시민쾌걸》 제32권 - 2004년 4월 8일, 학산문화사, ISBN 9788952954213

## 연극
- 《시민쾌걸》[2] - 2006년 2월 23일~3월 19일, 연우소극장.[3]

극단 ‘낮은 땅의 사람들’의 정리해고 문제를 위한 기획공연. 조로의 후원자가 쾌걸조로 국제연맹이 아니라 마이더스였다는 식으로 설정이 일부 변경되었다.
SBS 《금요 컬처 클럽》 283회(2006년 3월 10일 방영)의 '문화 갤러리' 코너에서 공연 모습이 소개되었다.
출연/ 박종일, 배석우, 민상철, 정민성, 표인철, 탁성준, 오단비. 각색·연출/ 유창수. 제작·기획/ 극단 낮은 땅의 사람들.

## 비디오 게임
- 《열혈! 시민쾌걸》[8] - 엠텍소프트, 2005년 6월

LGT 서비스 대응 모바일 횡스크롤 액션 게임으로 제작되었다.